# پیکرمی
پیکرمی (به لاتین: Pikermi) یک شهرک در یونان است که در Rafina-Pikermi Municipality واقع شده‌است.